# Río Ona (Udá)
El río Oná (del ruso: Она́) es un río de Rusia que fluye por la república de Buriatia, en Siberia oriental. Es un afluente del río Udá por la orilla derecha, lo que lo convierte en un subafluente del río Yeniséi por el Udá, el Selengá, el lago Baikal y el Angará.

## Geografía
La cuenca hidrográfica del Oná tiene una superficie de 3.850 km². Su caudal medio en la desembocadura es de 9.0 m³/s.
El río nace al este del lago Baikal, en la vertiente sudoriental del macizo montañoso de los montes Ikat (Ikatski Jrebet), cuya cima alcanza los 2.573 m. La fuente se encuentra no lejos (al oeste) de la del río Vitim, y un poco al sur de la del Turka. Después de su nacimiento, fluye globalmente en dirección sudoeste, más o menos paralelamente, aunque más al este, al curso del río Kurba, otro afluente por la derecha del río Udá. Tras un recorrido de alrededor de 160 km, el Oná desemboca en el Udá al nivel de la ciudad de Jórinsk.
En su recorrido, el Oná no atraviesa ningún centro urbano de relevancia.
El Oná permanece helado habitualmente desde la segunda quincena de octubre a la primera de noviembre, hasta finales del mes de abril o comienzos del mes de mayo. El periodo de crecidas del río se da en verano, de mayo a septiembre y el de estiaje se desarrolla en invierno.

## Hidrometría - El caudal mensual en Oninskaya
El Oná es un río muy irregular. Su caudal ha sido observado durante 44 años (entre 1943 y 1987) en Oninskaya, localidad situada a 20 km de su confluencia con el Uda.
El caudal interanual medio observado en Oninskaya en este periodo fue de 8,97 m³/s para una superficie de 3.580 km², lo que supone casi la totalidad de la cuenca, que tiene 3650 km². La lámina de agua que se vierte en esta área es alcanza los 79 mm por año, que puede considerarse como mediocre y es debida a la debilidad de las precipitaciones en la vertiente sur de los Ikat. El Oná es un río de régimen pluvial que presenta dos estaciones.
Las crecidas del río se desarrollan de primavera al principio del otoño, de mayo a octubre, con una cumbre en agosto-septiembre que traduce el máximo pluviométrico de la cuenca. En el mes de octubre, el caudal del río desciende rápidamente, hundiéndose en noviembre, lo que constituye el periodo de estiaje, que tiene lugar de noviembre a abril inclusive y corresponde al invierno y las fuertes heladas que se abaten por toda la región.
El caudal medio mensual de marzo (mínimo de estiaje) es de 0.34 m³/s, lo que constituye apenas un 2% del caudal del mes de agosto (21.4 m³/s), lo que testimonia la enorme amplitud de las variaciones estacionales. En el periodo de observación de 44 años, el caudal mínimo mensual fue de 0.02 m³/s en marzo de 1984 (20 litros por segundo), mientras que el máximo fue de 68.1 m³/s en septiembre de 1948.
En lo que concierne al periodo libre de hielos (de mayo a octubre inclusive), los caudales mínimos observados fueron de 4.21 m³/s en septiembre de 1958 (año de sequía en la región) y 4.22 m³/s eb julio de 1943.
Caudal medio mensual del Oná (en m³/s) medidos en la estación hidrométrica de Oninskaya
Datos calculados en 44 años